# Thomas Morosini (Admiral)
Tommaso Morosini (* 16. oder 17. Jahrhundert; † 27. Januar 1647) war ein venezianischer Admiral, maßgeblich verantwortlich für die Strategie Venedigs im Krieg um Kreta.

## Leben und Karriere
Tommaso Morosini war Angehöriger eines Patriziergeschlechts, das der Republik Venedig vier Dogen gestellt hat. Im ersten Jahr des Krieges um Kreta (1645–1669) vertrat er im Senat Venedigs die These, Kreta würde am wirkungsvollsten und kostengünstig verteidigt werden, wenn man Verstärkung und Nachschub für das osmanische Invasionsheer auf Kreta durch ein Blockadegeschwader am Ausgang der Dardanellen in die Ägäis abfangen würde. Morosini wurde daher mit dem Kommando eines Geschwaders von Hochbordschiffen betraut, das eben dort im März 1646 in Stellung ging. Der Durchbruch der Galeerenflotten des osmanischen Großadmirals (Kapudan Pascha) konnte aber nie ganz verhindert werden, namentlich wenn eine Flaute die venezianischen Segelkriegsschiffe lähmte. Ganz ungewöhnlich war es, dass der osmanische Großadmiral 1647 bereits im Januar seine Streitmacht von Kreta zurück nach Norden führte. Morosini erreichte ihn mit einem weit unterlegenen Geschwader bei Euböa. In dem ungleichen Gefecht verloren er und der Kapudan Pascha am 27. Januar das Leben.  Morosinis Konzept bestimmte bis 1660 die venezianische Seekriegsführung.